# 扁身希臘鱥
扁身希臘鱥（學名：Pelasgus thesproticus），為輻鰭魚綱鯉形目雅羅魚科希臘鱥屬的一個種，被IUCN列為近危保育類動物，分布於歐洲希臘卡拉馬斯河至阿拉赫索斯河和阿爾巴尼亞布特林特河流域，本魚頭和吻部粗壯、略呈圓形，尾鰭叉形，體長可達6.2公分，棲息在植被生長，溪流、池塘淺水處，生活習性不明。